# Parroquia de Nuestra Señora del Río
La Parroquia de Nuestra Señora del Río está situada en le barrio de la Rochapea de Pamplona, la parroquia fue erigida en 1970 por el cardenal Tabera, arzobispo de Pamplona; tiene su sede en el templo que fue iglesia del convento de San Pedro de Ribas y toma su nombre de una imagen de la Virgen del siglo XIV  que se conservaba en esa iglesia y era conocida con esa advocación. Este convento fue ocupado por religiosas agustinas desde 1247  hasta finales de la década de los sesenta del siglo xx, momento en que se trasladaron a un nuevo convento en la vuelta de Aranzadi.
La iglesia fue construida en el siglo XVIII, dispone de una sola nave rectangular con cuatro tramos y cabecera recta. Situada al sur del antiguo convento, orienta su nave de este a oeste, quedando rodeada por distintos cuerpos edificatorios, excepto en la parte oriental en la que el muro testero de sillarejo separa el templo del exterior. Una torre de base cuadrada se adosa a los pies del templo en el lado de la epístola. Los muros de la iglesia son en su mayor parte de ladrillo.

## Interior del templo
La nave de planta rectangular presenta cuatro tramos y una cabecera recta. Los dos tramos de los pies corresponden al antiguo coro de las monjas, eliminado al convertirse en parroquia; por este motivo muestran una configuración arquitectónica distinta de la de los otros dos tramos, y ha dado lugar a un espacio excesivamente alargado para su anchura. La nave queda articulada por unas pilastras adosadas sobre las que corre una imposta moldurada que une los dos tramos más cercanos al presbiterio, mientras que los dos tramos de los pies solo quedan marcados por los arcos fajones que se apoyan en ménsulas suspendidas. Los cuatro tramos se cubren mediante bóvedas de medio cañón rebajadas con lunetos. La cabecera recibe una bóveda de media naranja rebajada y de planta ovalada, apoyada sobre pechinas.
Los muros del templo quedan enlucidos, a excepción del testero en los que se ven los sillares que, probablemente, pertenecían a la iglesia primitiva. Las bóvedas correspondientes al antiguo coro son lisas, marcando las aristas con una sencilla moldura plana. Sin embargo, las bóvedas de los otros dos tramos quedan decoradas con yesería cajeadas con leve resalto de estilo manierista. La bóveda de la cabecera no recibe decoración, salvo las molduras que recorren su base. En las pechinas se sitúan unos medallones con pinturas de Padres de la Iglesia, realizadas en la década de 1890. El templo queda iluminado mediante un ventana recta y dos óculos en el testero; dos ventanas rectas en el lado de la epístola y un óculo en el muro hastial.

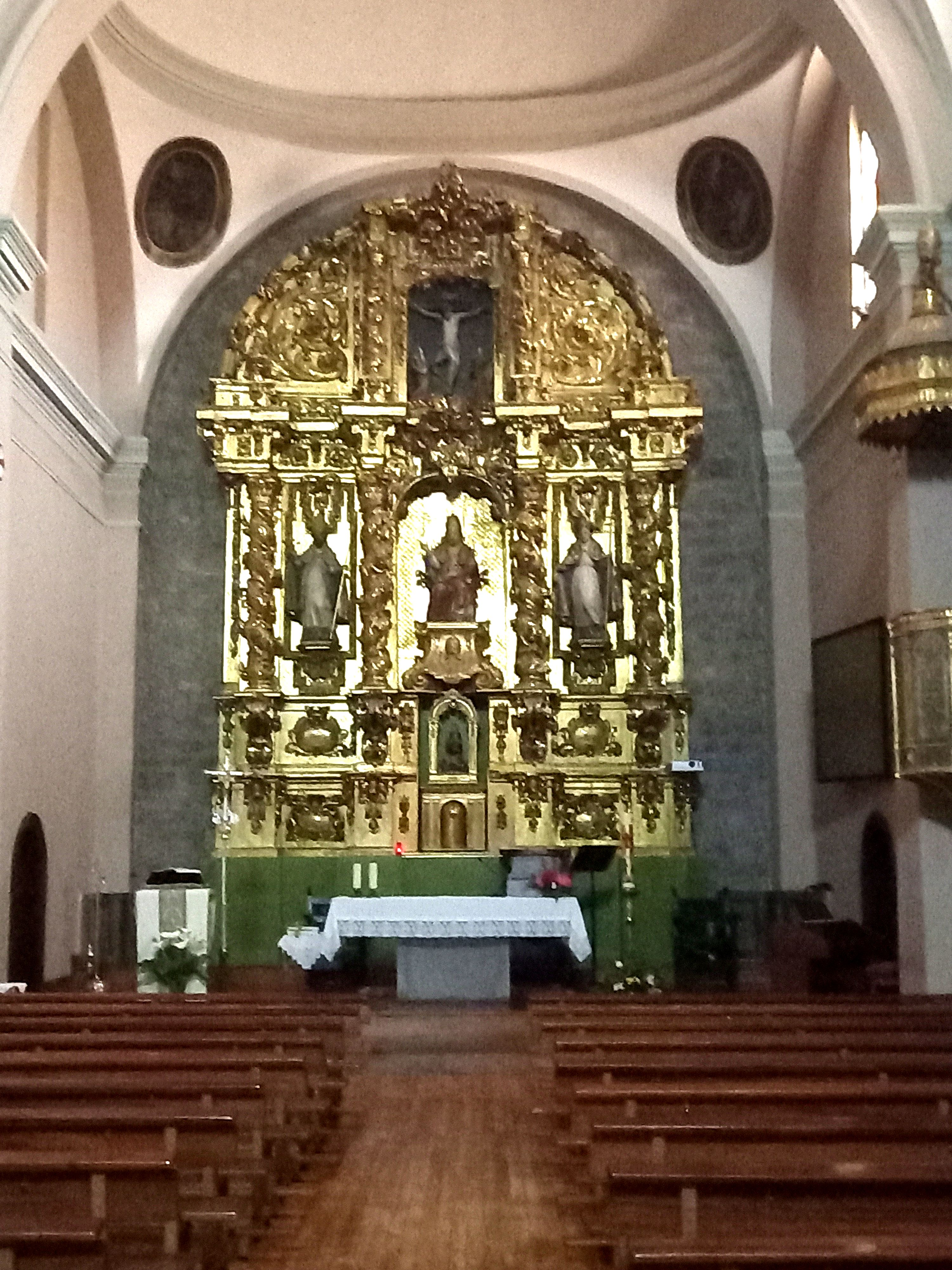
Retablo y cúpula sobre pechinas
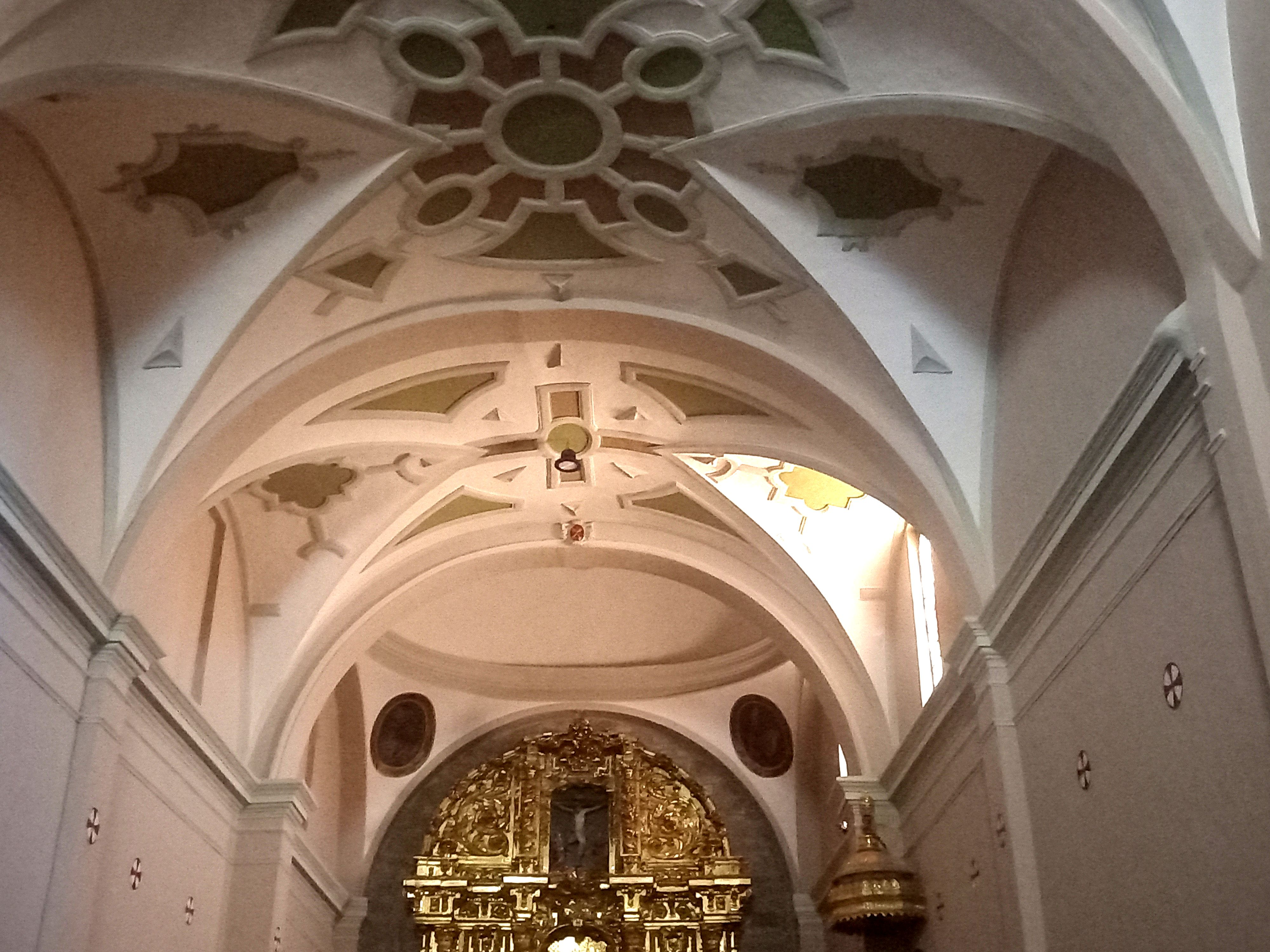
Los tramos articulados mediante pilastras
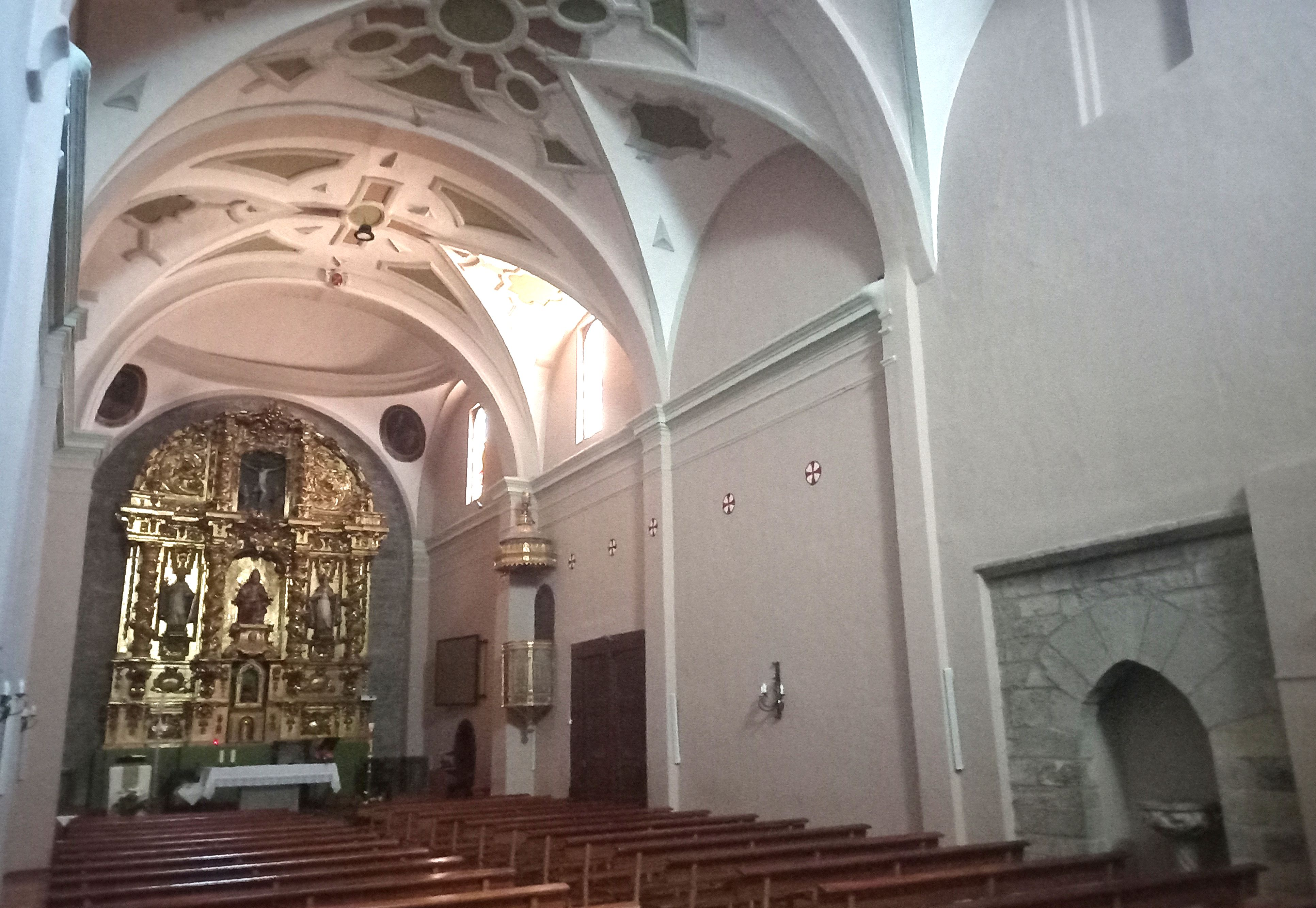
Bóvedas contiguas al presbiterio con yeserías
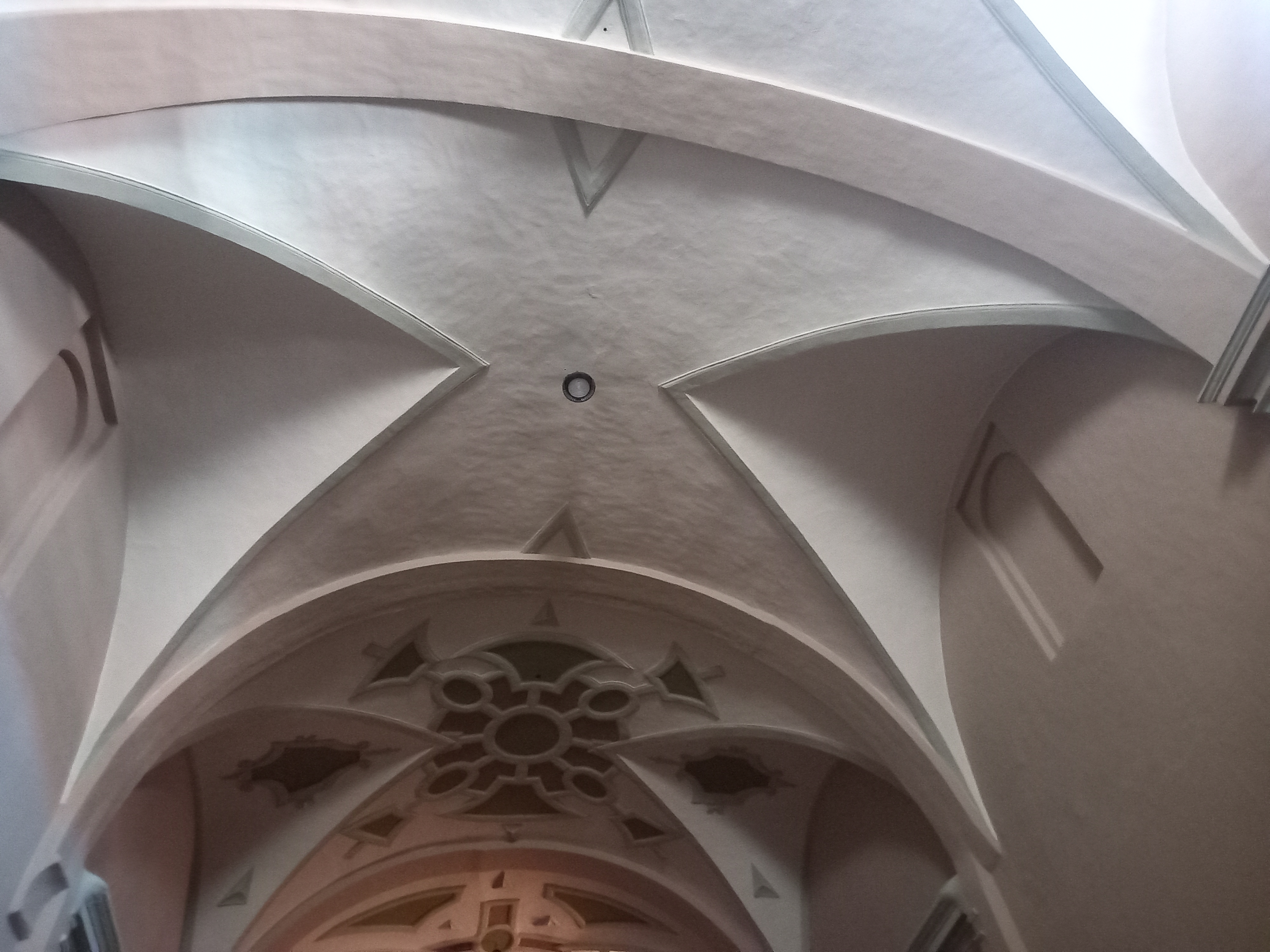
Bóvedas correspondientes al coro

## Volumen exterior
El templo ocupa una posición central en la parte sur del conjunto conventual. Esto hace que el volumen del templo quede parcialmente enmascarado, sin ninguna fachada que le dé prestancia y señale su acceso. En todo caso, el volumen de la nave, y especialmente la cúpula del testero y la torre a los pies de la nave, queda visible desde el exterior. Salvo el muro testero de sillarejos, el resto de los muros que se ven desde el exterior son de ladrillo.

Vistas del volumen del templo
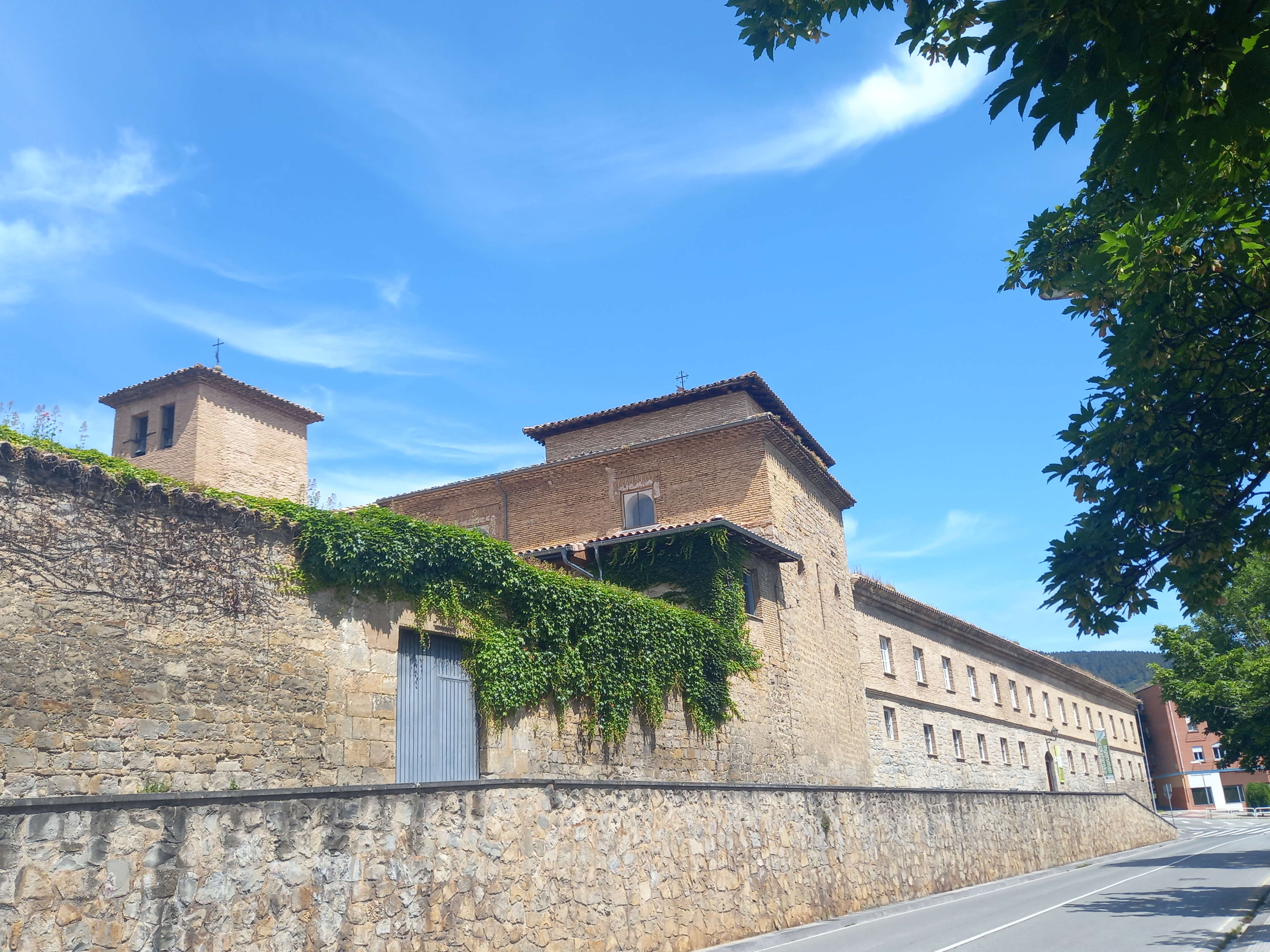
Desde el este
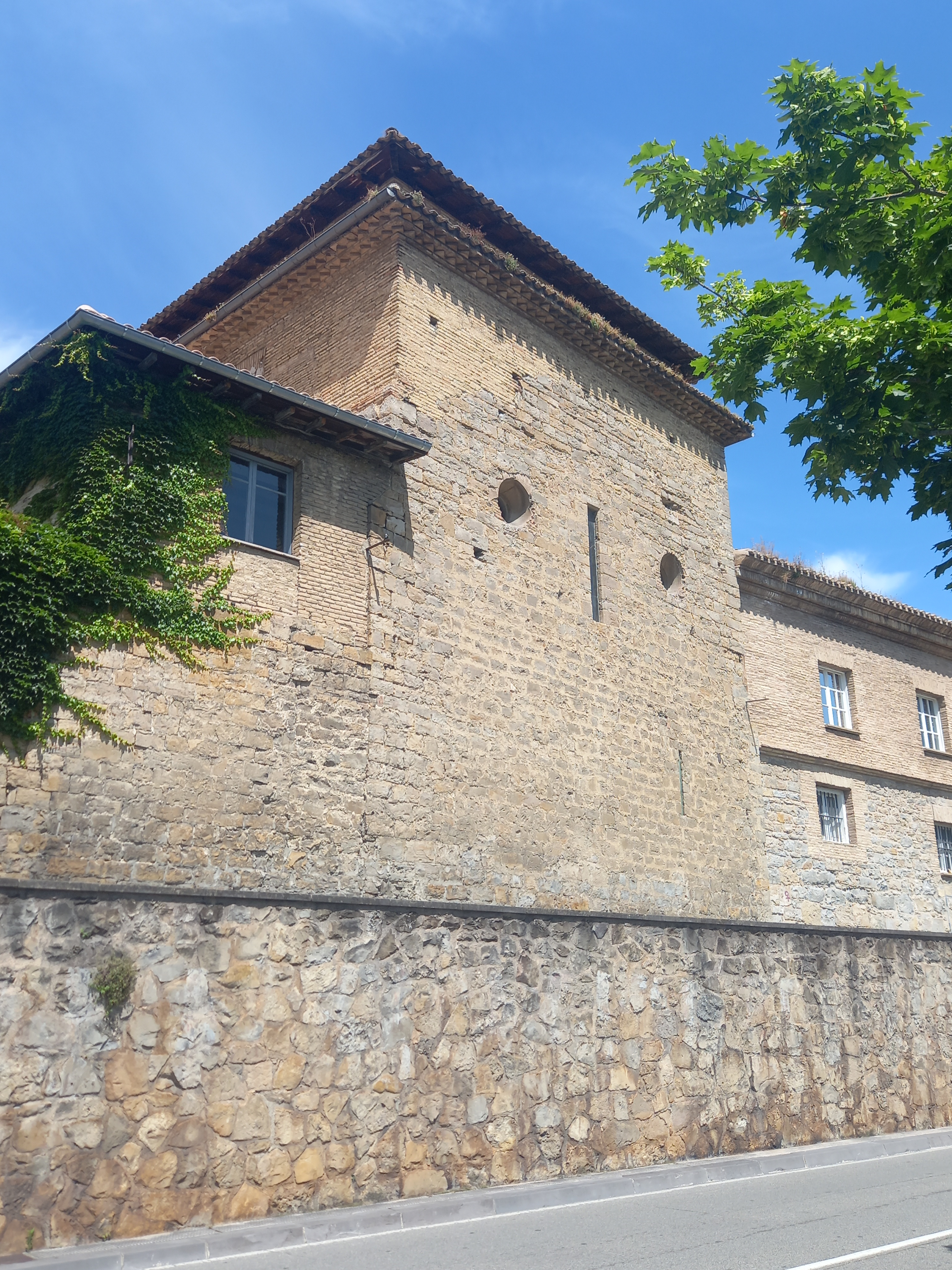
Testero de la nave del templo
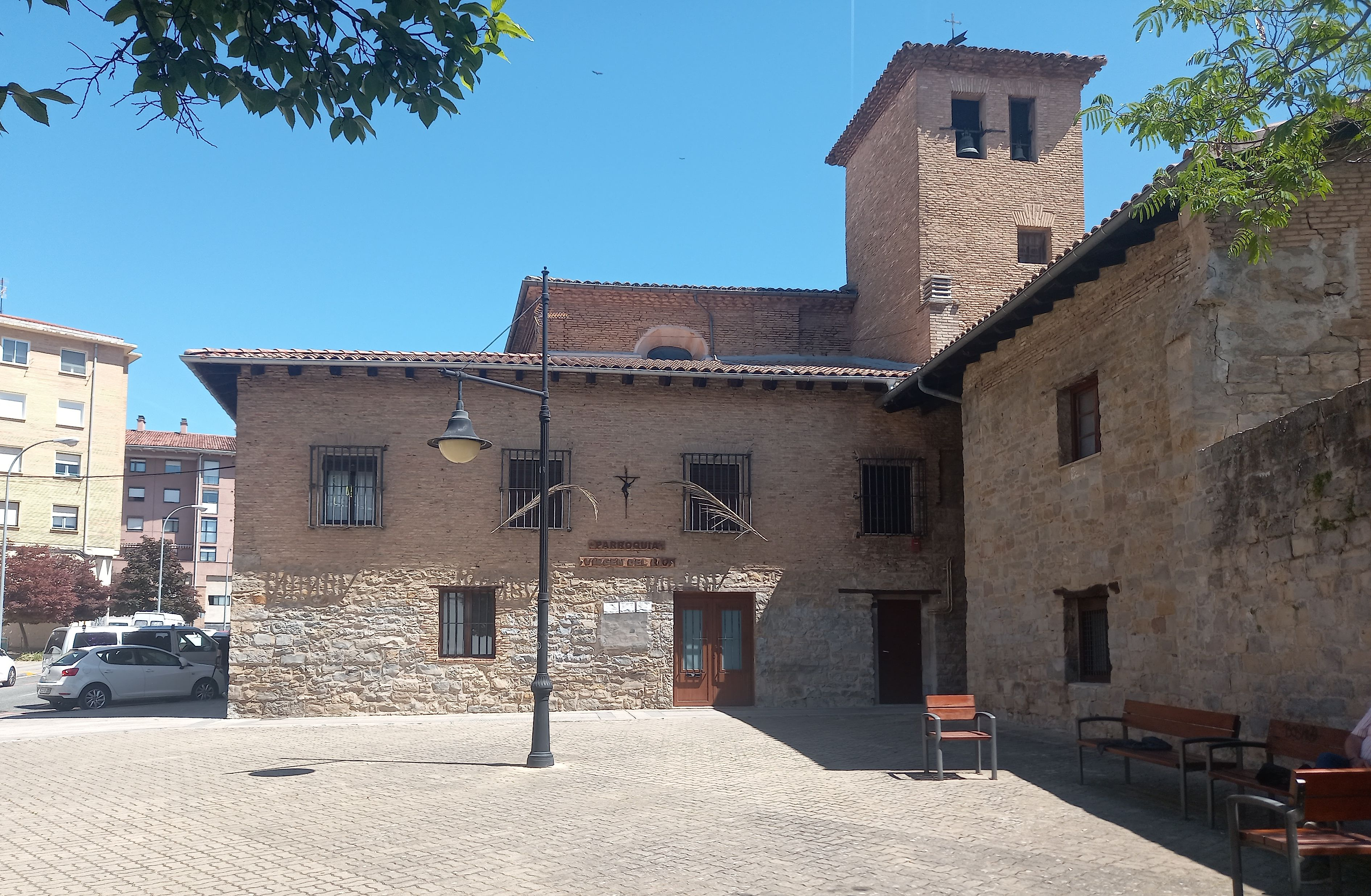
Desde el sur
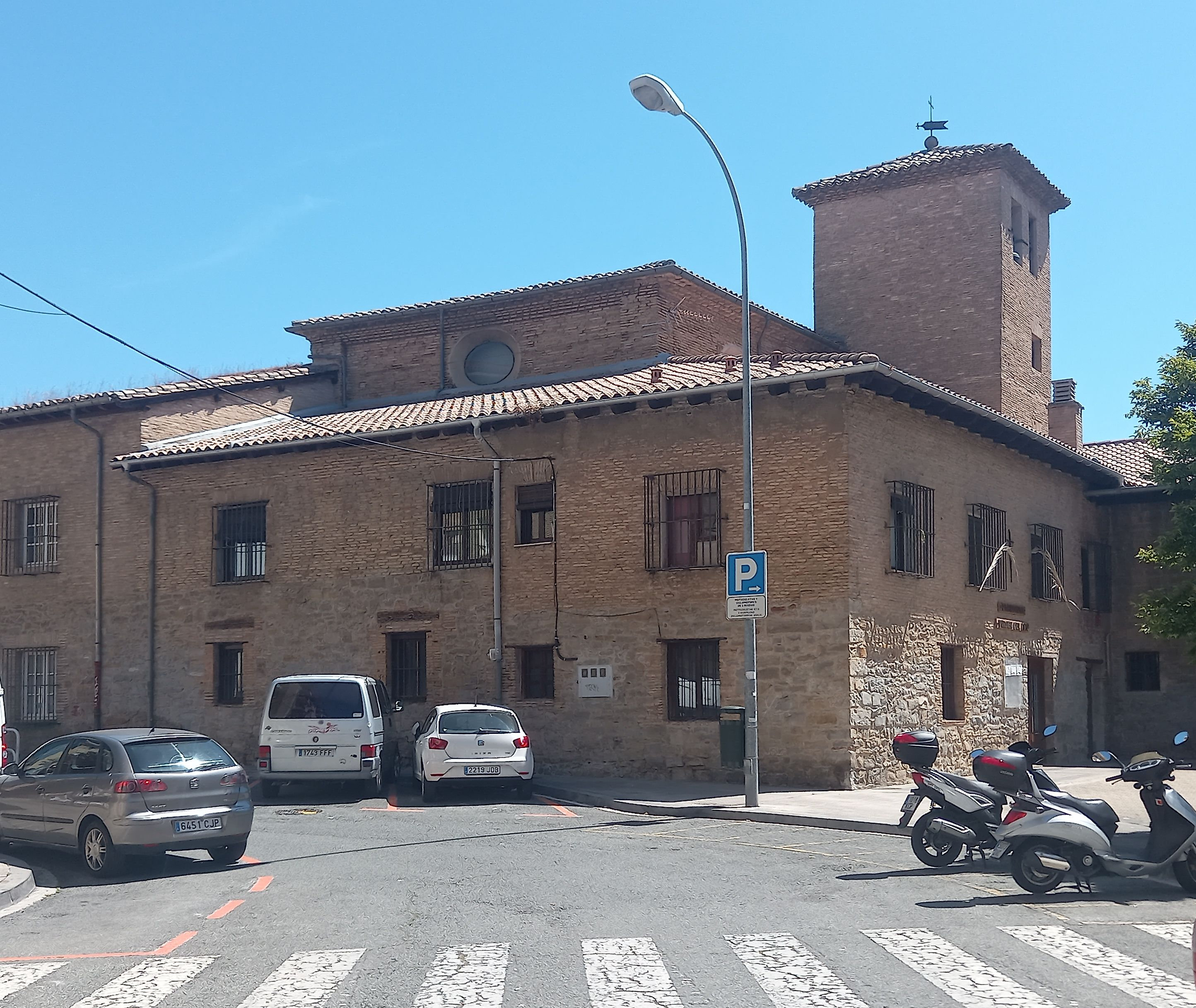
Desde el oeste